# 金多炫
金多炫（韓語：김다현，1980年1月1日—），韓國男演員，曾是搖滾樂團Yada主唱、貝斯手，代表作《已經悲傷的愛情》是韓國男生KTV最愛唱的歌曲之一。

## 演出作品

### 電視劇
- 2005年：SBS《餅乾老師星星糖》飾演 池賢宇
- 2007年：SBS《王與我》飾演 崔自治
- 2007年：SBS《說客》飾演 Andy
- 2011年：SBS《武士白東修》飾演 朝鮮畫員
- 2012年：tvN《一年十二個男人》飾演 趙賢雨
- 2012年：SBS《大風水》飾演 成福
- 2013年：MBC《金子輕鬆出來吧》飾演 秦尚哲
- 2014年：MBC《心懷叵測的恢單女》飾演 昌洙
- 2014年：MBC《Drama Festival－吉他與熱褲》飾演 泰宙
- 2017年：KBS《我男人的秘密》飾演 姜仁旭
- 2020年：OCN《RUGAL》飾演 薛敏俊
- 2023年：Disney+《Moving 異能》飾演 裴宰學[2]

### 電影
- 2010年：《殺人之江》饰演 胜浩
- 2017年：《萨满女巫》饰演 旭（动画配音）
- 2022年：《母子散步》饰演 ID母亲
- 2023年：《郁金香模样》饰演 白锡荣
- 2024年：《回到1997》[3]

### 音樂劇
- 2003年：《Fame》
- 2003年：《少年維特的煩惱》
- 2004年：《愛情乘雨來》
- 2004年：《陣雨》
- 2005年：《摇滚芭比》
- 2006年：《The Producers 製作人》
- 2006年：《Fall In Love》
- 2006年：《摇滚芭比》
- 2007年：《摇滚芭比》
- 2008年：《廣播明星》
- 2008年：《摇滚芭比》
- 2009年：《唐璜》
- 2010年：《生命的航海》
- 2012年：《西便制》
- 2012年：《La Cage Aux Folles一籠傻鳥》
- 2012年：《雙花別曲》
- 2012年：《少年維特的煩惱》
- 2012年：《Age of Rocks 搖滾時代》
- 2013年：《亚森·罗宾》
- 2013年：《韩正林的音乐日记》
- 2013年：《擁抱太陽的月亮》
- 2013年：《Jack the Ripper 開膛手傑克》
- 2013年：《红男绿女》
- 2014年：《擁抱太陽的月亮》
- 2014年：《普瑞希拉》
- 2014年：《摇滚芭比》
- 2014年：《沃伊切克》
- 2014年：《La Cage》
- 2015年：《与神同行：阴曹地府篇》
- 2016年：《巴黎圣母院》
- 2016年：《Peste》
- 2016年：《我的人生故事》
- 2017年：《与神同行：阴曹地府篇》
- 2018年：《Devil》
- 2019年：《独立军》
- 2019年：《1976哈伦县》
- 2019年：《我的人生故事》
- 2021年：《化妆师》
- 2022年：《窈窕奶爸》
- 2023年：《Ruth》

### 話劇
- 2011年：《In Love》
- 2012年：《蝴蝶君》
- 2014年：《M.Butterfly》
- 2015年：《M.Butterfly》
- 2019年：《往复书简：十五年后的补课》

## 奖项
- 2006年：第12届韩国音乐剧大奖—最佳新人男演员
- 2010年：大韩民国陆军参谋总长表彰[4]
- 2017年：无国界医生感谢状[5]

## 外部連結
- 金多炫的Instagram帳戶
- 金多炫的X（前Twitter）
- YouTube上的金多炫頻道
- 金多炫在NAVER上的资料
- 金多炫在豆瓣上的资料（简体中文）
- 金多炫在互联网电影资料库（IMDb）上的資料（英文）